# Proshermacha tepperi
Espèce
Synonymes
- Chenistonia tepperi Hogg, 1902
- Aname tepperi (Hogg, 1902)

Proshermacha tepperi est une espèce d'araignées mygalomorphes de la famille des Anamidae.

## Distribution
Cette espèce est endémique d'Australie-Méridionale. Elle se rencontre vers Ardrossan.

## Description
La carapace de la femelle holotype mesure 12 mm de long sur 9,5 mm et l'abdomen 13 mm de long sur 8 mm.

## Systématique et taxinomie
Cette espèce a été décrite sous le protonyme Chenistonia tepperi par Rainbow et Pulleine en 1918. Elle est placée dans le genre Aname par Raven en 2000 puis dans le genre Proshermacha par Harvey, Hillyer, Main, Moulds, Raven, Rix, Vink et Huey en 2018.

## Étymologie
Cette espèce est nommée en l'honneur de Johann Gottlieb Otto Tepper.

## Publication originale
- Hogg, 1902 : On some additions to the Australian spiders of the suborder Mygalomorphae. Proceedings of the Zoological Society of London, vol. 1902, no 2, p. 121-142 (texte intégral).